# Идзиковский, Леон Викентьевич
Леон Викентьевич Идзиковский (1827, Краков — 6 мая 1865, Киев) — книжный и нотный издатель.

## Биография

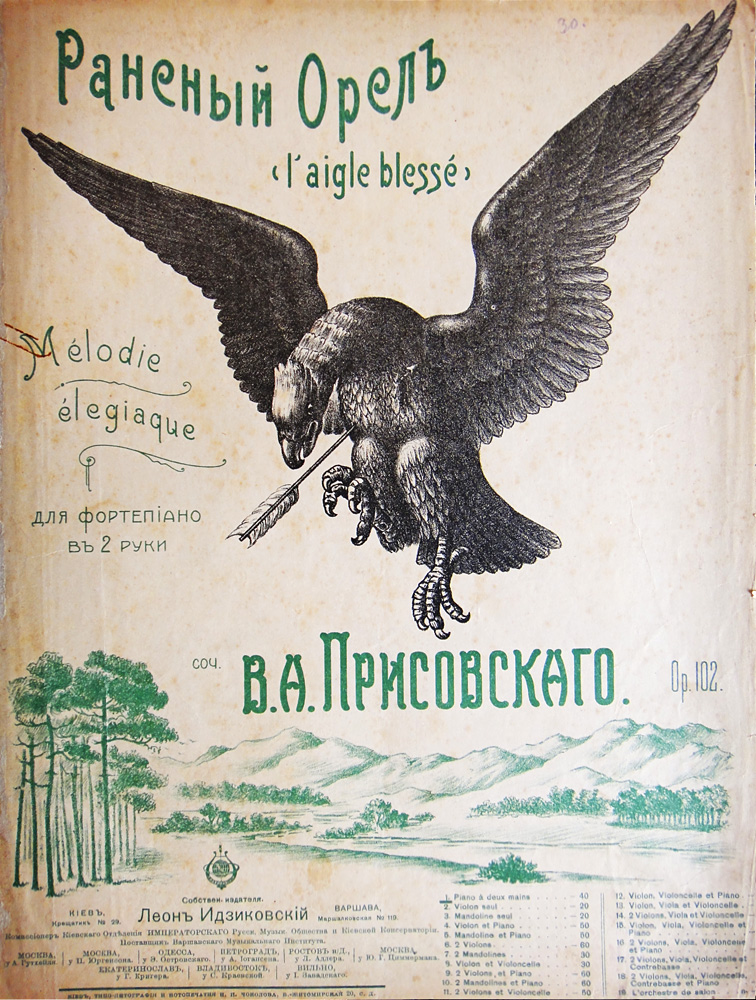
Раненый орел, фортепианная пьеса в издании Идзиковского, Киев, 1914

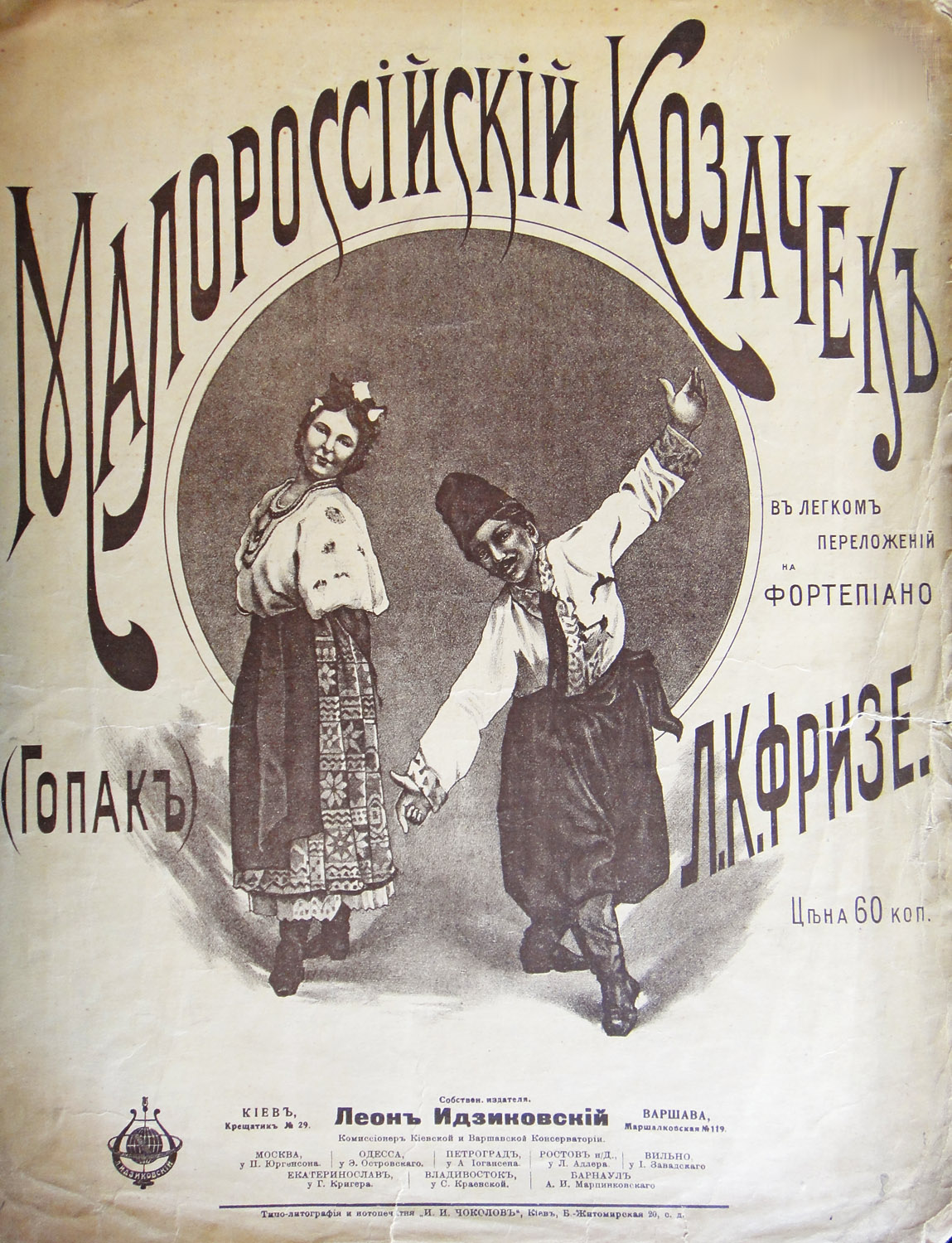
Малороссийский казачок. Ноты в издании Идзиковского, Киев, 1914

В 1858 году он основал одну из первых нотных фирм в Киеве. Продажи производились во множестве городов, таких как Киев, Варшава, Москва, Одесса, Петроград, Ростов-на-Дону, Екатеринослав, Барнаул, Владивосток, Вильно и т. д. В нижней части первой страницы музыкальных произведений печатался текст: «Комиссіонеръ Кіевскаго ОтдѢления ИМПЕРАТОРСКАГО Русскаго Музыкальнаго Общества и Кіевской Консерваторіи. Поставщикъ Варшавского Музыкальнаго Института».
После смерти Леона в 1865 году фирмой руководила его жена, с 1883-го — совместно с сыном. Вскоре после революции в 1920 фирма перестала действовать в СССР, но с 1911-го работал ее филиал в Варшаве (вплоть до 1944 года).

## Семья
- Жена — Герилия (или Герсилия) Игнатьевна Идзиковская
- Сын Владислав Леонович Идзиковский
- Дочь Мария Леоновна Ящевская

## Избранные публикации

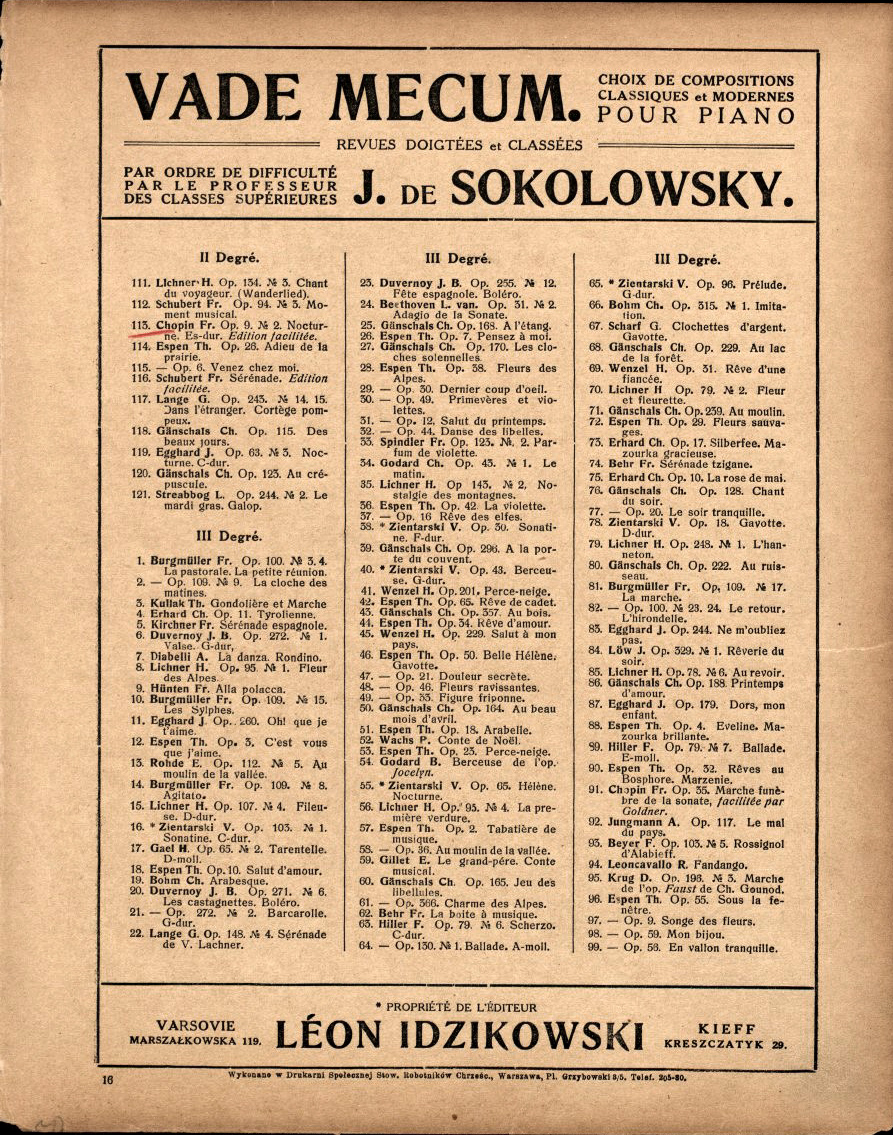
Chopin: Nocturne op. 9 n. 2.

- Gaston Bérardi; Clérice Frères.. La vie en rose : valse : piano. Paris : Hachette ; Kieff : Idzikowski [diff.], cop. 1903
- N L Spektor; Isr Brandmann. Vozrozhdenie evreev : marsh for fortepiano. Kieff; Warszawa : Leon Idzikowski, [ca. 1905].
- Rodolphe Berger. Tzigane-marche : [pour piano]. Paris : Hachette ; Kieff : Idzikowski, [1907]
- Henryk Melcer. 2ème Concerto : (Ut mineur) : pour piano et orchestre. Kieff Varsovie : L. Idzikowski, cop. 1913.
- Choix d'etudes. Grzegorz Chodorowski. Kieff; Varsovie : L. Idzikowski, [between 1880 and 1917].